# Fuleco

Fuleco, mascotte ufficiale dei campionati del mondo 2014

Fuleco è l'armadillo mascotte dei mondiali del 2014. Ha fatto la sua comparsa già durante la Confederations Cup del 2013.

## Il nome
Il nome Fuleco deriva dalle parole portoghesi futebol (calcio) e ecologia (ecologia). Il nome è stato scelto con una votazione nella quale ha raccolto il 48% dei consensi, superando Zuzeco (da azul, "azzurro", e ecologia, 31%) e Amijubi (da amizade, "amicizia", e júbilo, "gioia", 21%)

## L'animale

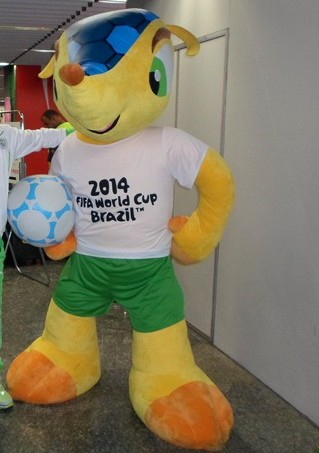
La mascotte impersonata dal vivo

Fuleco è un armadillo della specie Tolypeutes tricinctus. Si tratta di una specie endemica del Nordest brasiliano (stati di Alagoas, Bahia, Ceará, Goiás, Minas Gerais, Paraíba, Pernambuco, Piauí, Rio Grande do Norte, Sergipe, Tocantins). La specie è classificata come "vulnerabile" dallo IUCN.
In Brasile è conosciuto con il nome di tatu-bola-da-caatinga (il termine bola, "palla", indica la capacità di avvolgersi a palla).
L'animale reale ha la corazza che lo protegge di colore marrone, ma Fuleco la ha azzurra per rappresentare "il cielo e le acque limpide che scorrono in Brasile e che sono piene di vita".